# Шјора Николета
„Шјора Николета” је југословенски ТВ филм из 1976. године који је режирао Владимир Фулгоси. 

## Улоге
| Глумац         | Улога |
| -------------- | ----- |
| Звонко Лепетић |       |
| Ива Марјановић |       |
| Нада Суботић   |       |
| Катја Цвитић   |       |